# Pozitivna geografija
Pozitivna geografija je prvi album srpskog glazbenog sastava Bajaga i instruktori objavljen 30. siječnja 1984.

## Popis pjesama
1. Berlin (2:22)
2. Mali slonovi (2:15)
3. Poljubi me (3:03)
4. Limene trube (2:43)
5. Znam čoveka (2:50)
6. Tekila gerila (3:32)
7. Marlena (3:01)
8. Kosooka (3:21)
9. Tamara (3:48)
10. Pustite me, druže (2:40)
11. Papaline (1:59)